# イシン・ホテルズ・グループ
株式会社イシン・ホテルズ・グループは、日本のホテル運営会社。

## 概要
社名の「イシン」は「維新」の語句から来ている。2001年の京都ロイヤルホテル（現・京都ロイヤルホテル&スパ）・リーガロイヤルホテル成田の買収を皮切りに、日本各地のホテル運営会社を買収・経営参画し、施設のリニューアルを実施する。それにより付加価値と収益性を向上させるといった、ホテルの再生ファンド的な面を持っている。このため既存のホテルチェーンと異なり、サービスや設備がホテル毎に異なるといった特徴がある。全国に20件のホテルを所有している。
リノベーション後もイシンによる直営を維持する方針としている。
イシン・ホテルズのオリジナルホテルブランドは「the b(ザ・ビー)」「PORT HOTEL(ポートホテル)」である。

## 沿革
- 2001年1月 - 株式会社維新ホスピタリティ・グループとして設立し、東京都港区新橋に本社を置く。
- 2004年 - 現社名へ変更。
- 2004年8月 東京都港区虎ノ門に本社を移転。
- 2005年3月 マイケル・二ギッチが代表取締役社長兼最高経営責任者に就任。
- 2018年3月 星野リゾートが株式の50％をグローブ・インターナショナル・パートナーズ傘下の特別目的会社（SPC）より取得し、資本提携。[2]
- 2025年6月 アパグループが同社を完全子会社化すると発表。ブランド統合は行わないが、イシン系のホテルがアパホテル系の予約サイト「アパ直」に参加する[3]。

## グループホテル
括弧内は旧ホテル称。

### 東日本
- ザ・ビー 札幌 すすきの(閉館)
- ザ・ビー 札幌(2023年12月16日開業）
- ザ・ビー 浅草

2018年10月にオープン後新型コロナウイルスの影響で2020年4月に一旦閉業。2023年7月1日に再開業。
- ザ・ビー 六本木(閉館)

（ホテルバーデン六本木）
- ザ・ビー お茶の水

（ホテルハミルトンインお茶の水）
- ザ・ビー 水道橋
- ザ・ビー 池袋
- ザ・ビー 三軒茶屋

（マルコー・イン東京）
- ザ・ビー 赤坂

（シャンピアホテル赤坂）
- ザ・ビー 赤坂見附

（ホテルサンルート赤坂）
- ザ・ビー 池袋

（ホテルサンルート池袋）
- ザ・ビー  八王子

（八王子プラザホテル）
- ザ・ビー 新橋

### 西日本
- ザ・ビー 名古屋

（ホテルライオンズプラザ名古屋）
- ザ・ビー 京都 三条
- ザ・ビー 京都 四条
- ザ・ビー なんば黒門(2023年6月15日開業)
- ザ・ビー 大阪新世界(2023年12月1日開業) (Ｗillows Hotel 大阪新今宮)
- ザ・ビー 神戸

（神戸ワシントンホテルプラザ）
- ザ・ビー 博多

（ホテルサライ博多）

#### 不動産を所有
- ホテルサンルート大阪なんば（旧 大阪なんばワシントンホテルプラザ）
- ココガーデンリゾートオキナワ
- ルネッサンスリゾートオキナワ

### 経営会社へ出資
- 株式会社イシン・ヨコハマ・ホールディングス

ヨコハマグランドインターコンチネンタルホテル (2007年に森トラストから購入後、2008年12月19日保有株式売却)

### かつて保有し、他社へ売却したホテル
- インターナショナルガーデンホテル成田 - 2017年6月にジャパン・ホテル・リートに売却
旧 レッツガーデン成田（ホテルレッツ成田（現：ソラーレ傘下のメルキュールホテル成田 → ホテルウェルコ成田）の新館として、空港地区としては最後発の1996年に竣工・開業）
- ヒルトン成田（旧 リーガロイヤルホテル成田）
2017年6月にジャパン・ホテル・リートに売却
- 京都ロイヤルホテル&スパ　
東京建物に売却
- 宇都宮ポートホテル（旧 ホテルフェアシティ）
2013年8月にグループを離れホテルマイステイズ宇都宮として営業
- ヒルトン小樽

2005年イシンが小樽ヒルトンを買収→2008年11月にシンガポールの「パークホテル」（日本のロイヤルパークホテル、芝パークホテルなどとは無関係）へ売却し、2009年1月より「グランドパーク小樽」へ名称変更。
- ザ・ビー大津（旧大津シャンピアホテル）

東レエンタープライズから買収→ザ・ビー大津へ名称変更・全館リニューアル→グランビスタ ホテル&リゾート（旧三井観光開発）へ売却後フランチャイズ運営→「ホテルコムズ大津」へ名称変更。
- サルビアホテル（旧防府シャンピアホテル）

東レエンタープライズから買収→サルビアホテルへ名称変更→名古屋ホテル・マネージメントへ売却→アパホテルへ売却し「アパホテル＜山口防府＞」。
- 成田ポートホテル（成田ホテルフジタ→成田エアポートワシントンホテル。新潟ワシントンホテルが運営していた）

2013年3月にストライダーズに売却。同年成田ゲートウェイホテルに名称変更。
- 沖縄ナハナホテル＆スパ（旧 ホテルグランドオーシャン）

2006年4月に閉館したホテルグランドオーシャンの土地・建物を、所有者であるジーマと、オキジム系列の井筒屋から、イシン・ホテルズ・グループが購入し、沖縄ナハナホテル＆スパとして再オープン。その後、所有権は融資元の新生銀行グループの新生債権回収（新生サービサー）に移り、さらに2013年2月にスターツコーポレーションに売却された。これに伴い、運営会社もスターツコーポレーショングループのホテル運営会社に変更となった（ホテル名称に変更はない）。
- シェラトン沖縄サンマリーナリゾート（サンマリーナ・オペレーションズ株式会社）

2006年2月27日に買収し、所有する一方、2007年8月28日、JALホテルズが契約満了を期に運営から撤退。同社の所有・運営となった。2016年6月1日改装の後、「シェラトン沖縄サンマリーナリゾート」としてリブランドオープン。2017年1月に森トラストへホテルと運営会社「サンマリーナ・オペレーションズ株式会社」を売却した。
- ザ・ビー 福岡 天神

2021年1月12日閉館、同年5月20日にチョイスホテルズジャパンのコンフォートイン福岡天神として開業。
- ザ・ビー 大阪 御堂筋

2021年11月30日閉館。同年12月16日にIHGホテルズ&リゾーツのホリデイ・インエクスプレス大阪シティセンター御堂筋として開業。